# Heròdic de Babilònia
Heròdic de Babilònia (en llatí Herodicus, en grec Ἡρόδικος) va ser un poeta en grec que va escriure un important epigrama atacant als gramàtics de l'escola d'Aristarc, epigrama que és citat per Ateneu de Naucratis i forma part de l'Antologia grega.
Del contingut de l'epigrama es pot deduir que aquest Heròdic de Babilònia és la mateixa persona que el gramàtic Herodieu, a qui Ateneu menciona com Herodieus o Cratateios (ὁ Κρατήτειος). Era probablement el successor o un dels primers successors de Crates de Mal·los i un dels que van donar suport a l'escola de Pèrgam contra els seguidors d'Aristarc. Va escriure la comèdia  Κωμῳδούμενα,. Ateneu fa referència també dues obres més, σύμμικτα ὑπομνήματα i, Πρὸς τὸν Φιλοσωκράτην.